# Giuditta Pasta
Giuditta Angiola Maria Costanza Pasta (nascida Negri; Saronno, 26 de outubro de 1797 – 1 de abril de 1865) foi uma cantora de ópera italiana (soprano sfogato). Ela foi comparada à soprano Maria Callas do século 20.

## Carreira

### Início da carreira
Pasta nasceu como Giuditta Angiola Maria Costanza Negri em Saronno, perto de Milão, em 26 de outubro de 1797. Ela nasceu na família Negri, que vinha de Lomazzo, onde a família praticava a arte médica. Seu pai, Carlo Antonio Negri ou Schwarz, era judeu e soldado no Exército Napoleônico. Ela estudou em Milão com Giuseppe Scappa e Davide Banderali, e mais tarde com Girolamo Crescentini e Ferdinando Paer, entre outros. Em 1816, ela se casou com o colega cantor Giuseppe Pasta e adotou o sobrenome dele. Ela fez sua estreia profissional na ópera na estreia mundial de Le tre Eleonore de Scappa em Milão no mesmo ano. Mais tarde naquele ano, ela se apresentou no Théâtre Italien em Paris como Donna Elvira em Don Giovanni, Giulietta em Giulietta e Romeo de Niccolò Antonio Zingarelli e em duas óperas de Paer.
A primeira apresentação de Pasta em Londres, em 1817, foi um fracasso. Estudos posteriores com Scappa foram seguidos por uma estreia bem-sucedida em Veneza em 1819. Ela causou sensação em Paris em 1821-22, no papel de Desdêmona na ópera Otello de Gioachino Rossini.

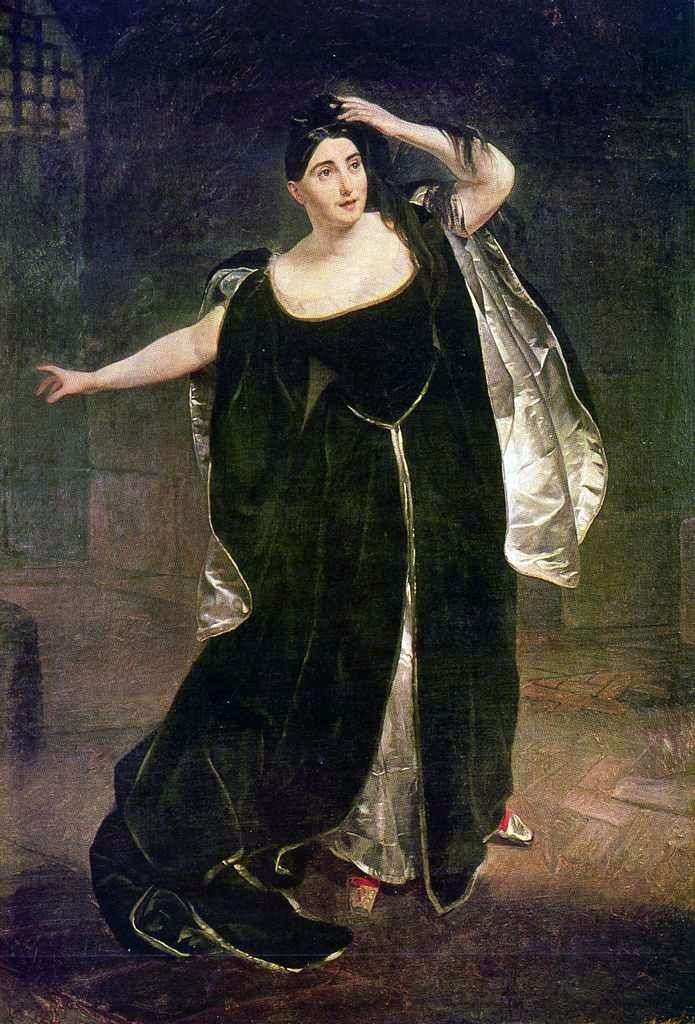
Como Anna Bolena (Anne Boleyn), 1830, por Karl Bryullov

#### Papéis escritos especificamente para Pasta

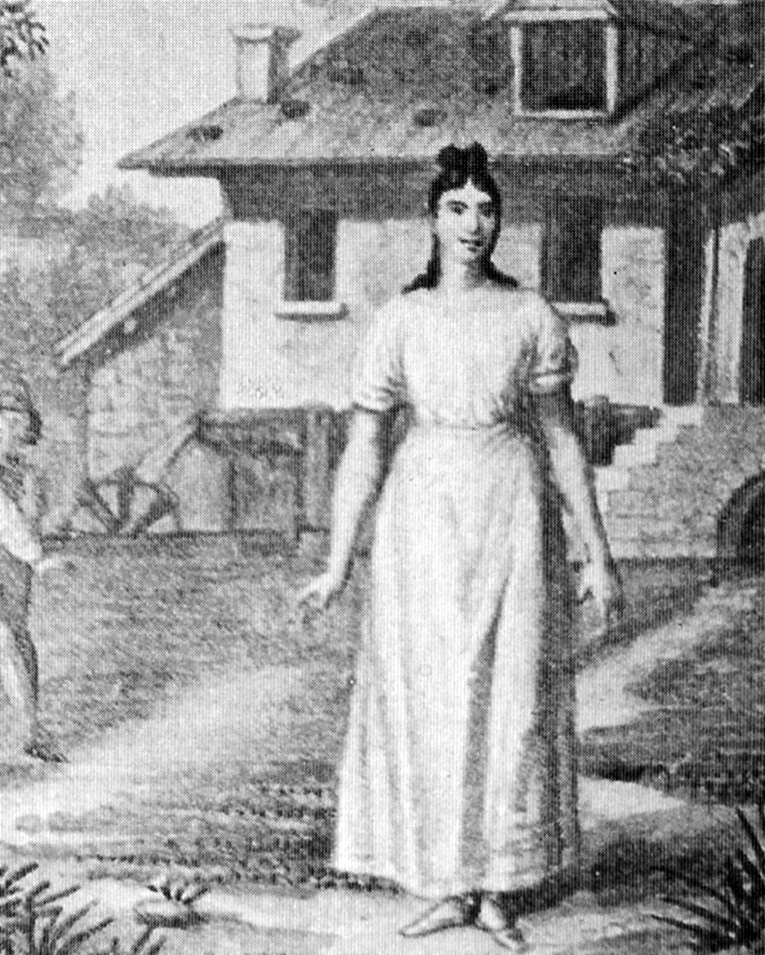
Giuditta Pasta como Amina, estreia em maio de 1831

Ela cantou regularmente em Londres, Paris, Milão e Nápoles entre 1824 e 1837. Em Milão, ela criou três papéis que foram escritos para a sua voz. Eles foram o papel-título de Anna Bolena de Donizetti, apresentado no Teatro Carcano em 1830 (e que foi o maior sucesso do compositor até então), o papel de Amina em La sonnambula de Bellini e o papel principal em Norma, ambos em 1831, que se tornaram três dos seus maiores sucessos. Stendhal argumentou persuasivamente em 1824 sobre a necessidade de uma partitura composta especialmente para Pasta.

#### Carreira posterior
Pasta se aposentou do palco em 1835 e se apresentou apenas ocasionalmente após essa data (incluindo apresentações em Londres em 1837 e na Alemanha e Rússia em 1840-1841).
Pasta mais tarde ensinou canto na Itália. Entre seus notáveis alunos estavam a contralto Emma Albertazzi e a soprano Marianna Barbieri-Nini, além da soprano inglesa Adelaide Kemble. Outra aluna foi Carolina Ferni, ela própria uma notável intérprete de Norma, que, por sua vez, ensinou a soprano Eugenia Burzio, cujas gravações são conhecidas por sua expressão apaixonada.
Pasta morreu em Blevio, uma cidade na província de Como, em 1 de abril de 1865, aos 67 anos.

## A voz de Pasta

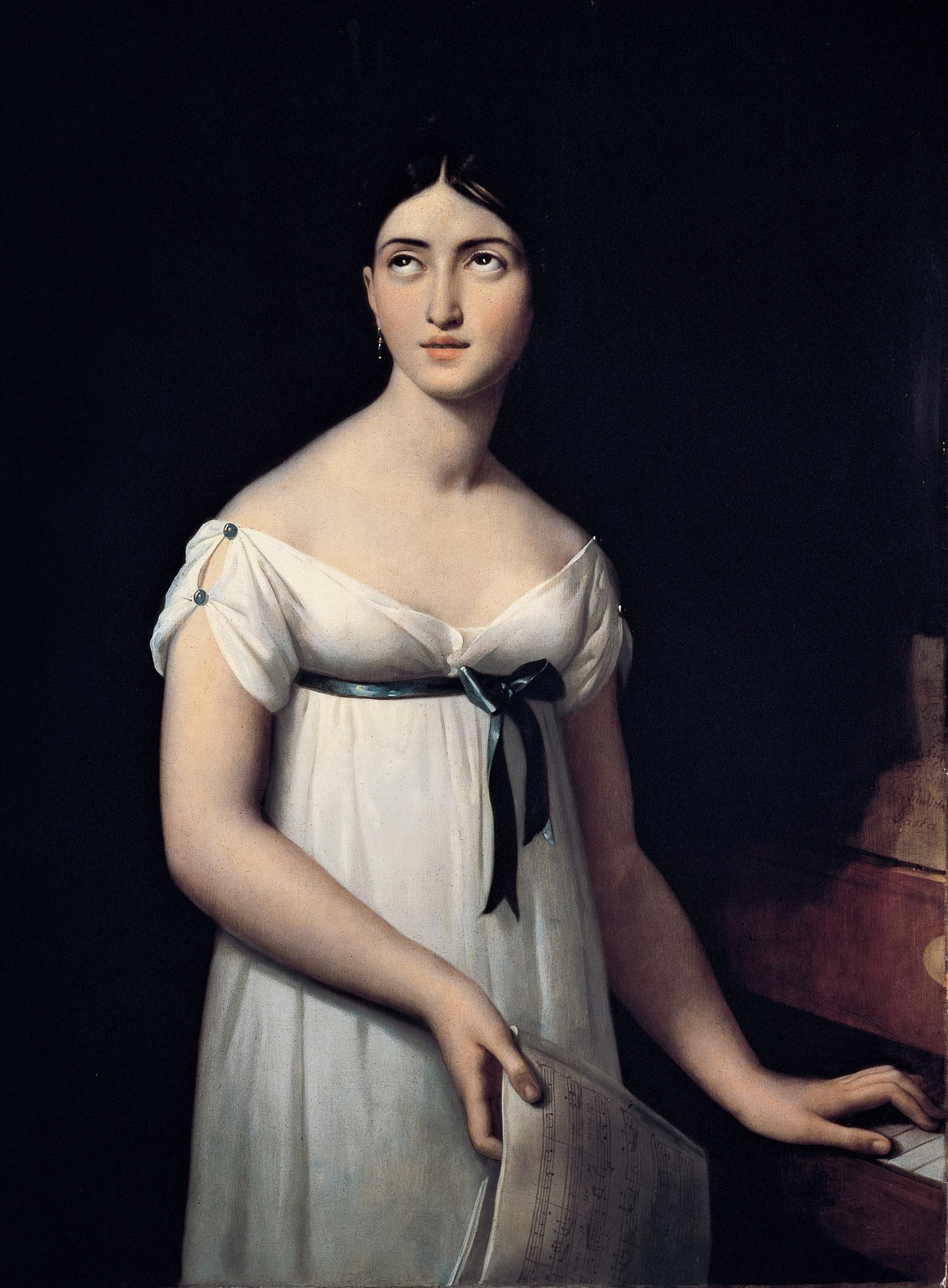
Pasta em 1821 por Gioacchino Giuseppe Serangeli

A voz de Giuditta Pasta foi descrita por um crítico da revista New Monthly Magazine em 1824 da seguinte forma:
Ela é um mezzo-soprano, um tanto semelhante ao de Madame Vestris, mas mais claro, mais poderoso e de maior alcance. Ela comanda duas oitavas, mas dois ou três dos tons mais altos dessa faixa são forçados e não agradáveis. Seus tons médios são finos e plenos; no entanto, ocasionalmente, notas escapam na metade mais baixa da oitava, que são roucas e ásperas. Em termos de cultivo e ciência, ela possui, antes de tudo, o raro mérito de uma entonação pura. Não a ouvimos desafinada uma única vez.
Seu tipo de voz poderia ser chamado de soprano sfogato. Stendhal a descreveu da seguinte maneira:
Ela pode alcançar ressonância perfeita em uma nota tão baixa quanto o A grave, e pode subir tão alto quanto o C♯, ou até mesmo um D ligeiramente afiado; e ela possui a rara habilidade de poder cantar contralto tão facilmente quanto canta soprano. Eu sugeriria ... que a verdadeira designação de sua voz é mezzo-soprano, e qualquer compositor que escreva para ela deve usar a extensão de mezzo-soprano para o material temático de sua música, enquanto ainda explora, por assim dizer incidentalmente e de tempos em tempos, notas que estão dentro das áreas mais periféricas desta voz notavelmente rica. Muitas notas desta última categoria não são apenas extremamente finas em si mesmas, mas têm a capacidade de produzir um tipo de vibração ressonante e magnética, que, através de alguma combinação ainda não explicada de instantâneo e hipnótico sobre a alma do espectador.
Isso leva à consideração de uma das características mais incomuns da voz da Madame Pasta: ela não é toda moldada do mesmo metallo, como se diz na Itália (o que significa que possui mais de um timbre); e essa variedade fundamental de tom produzida por uma única voz oferece uma das mais ricas veias de expressão musical que a arte de uma grande cantatrice é capaz de explorar.
Em 1829, ela foi nomeada cantante delle passioni por Carlo Ritorni, um dos críticos mais eruditos da época, que a descreveu como tal porque sua voz era direcionada "para expressar as paixões mais intensas, acompanhando-a com expressões de ação física, desconhecidas antes dela no teatro lírico".
Nos tempos modernos, Susan Rutherford fez uma comparação específica com Callas:
Para o impacto da corporeidade no timbre vocal e na entrega, e na ausência das próprias explicações de Pasta sobre seu efeito, podemos nos voltar para outra distinta attrice cantante (e uma que cantou grande parte do repertório de Pasta) de um período bastante diferente, Maria Callas. Ela também argumentou que o gesto e a expressão facial devem preceder a palavra para criar o veículo apropriado. Não é apenas a fama que torna Pasta interessante: ... A singularidade de Pasta é medida mais pela natureza e extensão dos debates que sua celebridade provocou, por sua influência no palco operístico e pelo momento de sua carreira na transição da ópera rossiniana para as obras de Bellini e Donizetti (com todas as ramificações estilísticas que isso implica). Nenhum outro cantor durante esse período atraiu tanta discussão intelectual ou foi considerado de tamanha importância na articulação de teorias em torno das práticas operísticas. Por tais razões, Pasta merece atenção crítica.